# Нарьес, Карл Хайнц
Карл-Хайнц Нарьес (нем. Karl-Heinz Narjes; 30 января 1924, Зольтау, Веймарская республика — 26 января 2015 года, Бонн, Германия) — западногерманский государственный деятель, Европейский комиссар по вопросам внутреннего рынка, промышленным инновациям, таможенному союзу, защите окружающей среды и защите потребителей (1981—1984), Вице-президент Европейской комиссии и Европейский комиссар по вопросам промышленной политики, исследованиям и инновациям (1985—1989).

## Биография
После окончания в 1941 г. гимназии «Каролинум» в Нойштрелице поступил на службу в ВМС Вермахта. В период Второй мировой войне к 1944 г. имел звания лейтенант флота, воевал в составе экипажа подводной лодки U-91. Лодка была потоплена 26 февраля 1944 года в Северной Атлантике глубинными бомбами с британских фрегатов HMS Affleck, HMS Gore и HMS Gould. 36 человек погибли, 16 были спасены, в том числе и он. В качестве военнопленного находился в заключении в Британии.
После окончания войны и освобождения окончил юридический факультет Гамбургского университета. В 1952 г. получил докторскую степень по теме «Таможенные и хозяйственные союзы как правовая форма внешнеэкономической политики».
Трудовую деятельность начал в качестве эксперта Высшего финансового управления в Бремене. В 1955 г. становится атташе в системе министерства иностранных дел, в 1956 г. — заместителем консула в Генеральном консульстве ФРГ в Базеле (Швейцария). В 1958 г. он был откомандирован в качестве советника в Комиссию Европейского экономического сообщества. В 1963 г. был назначен главой кабинета председателя Еврокомиссии Вальтера Хальштейна, а в 1968 г. — генеральным директором по прессе и информации Еврокомиссии.
С 1967 г. являлся членом ХДС.
В 1971—1973 гг. — член земельного ландтага Шлезвиг-Гольштейна, в1972—1981 гг. — член немецкого бундестага. C 1972 по 1976 г. являлся председателем комитета по экономике.
В 1969—1973 гг. — министр экономики и транспорта земли Шлезвиг-Гольштейн.
С 1981 по 1984 год Нарьес был комиссаром ЕС по внутреннему рынку, таможенному союзу, промышленным инновациям, окружающей среде, по делам потребителей и ядерной безопасности, а с 1984 по 1988 год — вице-президентом Европейской комиссии по промышленной политике, исследованиям и инновациям.
С 1981 по 1984 гг. — Европейский комиссар по вопросам внутреннемого рынка, промышленным инновациям, таможенному союзу, защите окружающей среды и защите потребителей, с 1984 по 1988 гг. — Европейский комиссар по вопросам промышленной политики, исследованиям и инновациям в ранге вице-президента Европейской комиссии.

## Награды и звания
Был награжден Федеральным Крестом за заслуги (1989, четвёртая степень, Большой крест со звездой и плечевой лентой) и медалью за особые заслуги в участии Баварии в единой Европе (1993).